# Orobanche cumana
Orobanche cumana är en snyltrotsväxtart som beskrevs av Carl Karl Friedrich Wilhelm Wallroth. Orobanche cumana ingår i släktet snyltrötter, och familjen snyltrotsväxter. Inga underarter finns listade i Catalogue of Life.